# 257 Сілезія
257 Сілезія (257 Silesia) — астероїд головного поясу, відкритий 5 квітня 1886 року Йоганном Палізою у Відні.